# Чотири сини (фільм)
«Чоти́ри сини́» (англ. Four Sons) — чорно-біла драма 1940 року режисера Арчі Мейо. В ролях Дон Амічі та Євгенія Леонтович. Це ремейк однойменного фільму Джона Форда 1928 року. Екранізація твору І. А. Р. Вайлі «Бабуся Бернл читає свої листи» (1926), вперше опублікованого в Saturday Evening Post. Дія повісті перенесена на події перед Другою світовою війною — Німецьку окупацію Чехословаччини.

## Сюжет
Коли німці починають вторгнення до Чехословаччини, дороги чотирьох братів в чесько-німецькій родині розходяться: чеський патріот, прихильник нацизму, артист в Америці і героїчний німецький вояка.

## У ролях
- Дон Амічі — Кріс Берн
- Євгенія Леонтович — Фрау Берн
- Мері Бет Г'юз — Ганна
- Алан Кертіс — Карл Берн
- Джордж Ернест — Фріц Берн
- Роберт Лоурі — Джозеф